# Esse Mundo É Meu
Esse Mundo É Meu é um filme brasileiro de 1964 do gênero drama dirigido e escrito por Sérgio Ricardo.

## Elenco
- Antônio Pitanga
- Luiza Aparecida
- Sérgio Ricardo
- Léa Bulcão
- Ziraldo

## Lançamento
Esse Mundo É Meu foi lançado em 1 de abril de 1964 no Cine São Luiz, no Rio de Janeiro. Sérgio Ricardo descreveu a estreia do filme como "(...) meu primeiro fracasso de bilheteria", visto que na data estava em curso o início da ditadura militar no Brasil.